# Natriumdodecylbenzolsulfonat
Natriumdodecylbenzolsulfonat ist in der Regel ein Isomerengemisch und gehört zu den Sulfonaten. Diese Chemikalie ist eine der wichtigsten und leistungsstärksten Komponenten in vielen Reinigungsmitteln.

## Struktur

Natriumdodec-4-ylbenzolsulfonat, wichtige Komponente im Isomerengemisch

Die Sulfogruppe ist direkt an den Benzolring gebunden. Die Position des Alkylrestes relativ zur Sulfogruppe variiert. Man bezeichnet so strukturierte Sulfonate als Alkylbenzolsulfonate (ABS). Die Länge des gesamten Alkylrestes umfasst bei Natriumdodecylbenzolsulfonat 12 C-Atome. Obwohl die Alkylgruppe am ersten C-Atom des Restes verzweigt ist, bezeichnet man die Verbindung als lineares Alkylbenzolsulfonat (LAS). Dies hat den historischen Grund, da früher Alkylbenzolsulfonate (Tetrapropylenbenzolsulfonat) verwendet wurden, die stark verzweigte Alkylgruppen hatten und diese biologisch unzureichend abgebaut wurden. Die Abbildung links zeigt eine in der Praxis bedeutsame Komponente des Gemisches. Mitte der 1990er Jahre betrug die weltweite Produktionsmenge mehr als 2,5 Millionen Tonnen.

## Physikalische Eigenschaften
Natriumdodecylbenzolsulfonat ist ein brennbarer, schwer entzündbarer, hellgelber Feststoff mit charakteristischem Geruch, der leicht löslich in Wasser ist.

## Verwendung
Viele Sulfonate werden als Tenside, genauer als anionische Tenside, besonders in Reinigungsmitteln wie z. B. Waschmitteln verwendet. In der Zwei-Phasen-Titration kann es als Maßlösung zur Bestimmung von kationischen Tensiden eingesetzt werden.